# Isabelle Morin
Pour les articles homonymes, voir Morin.
Isabelle Morin (née le 14 février 1985) est une enseignante et femme politique canadienne. Elle a représenté la circonscription québécoise de Notre-Dame-de-Grâce—Lachine à la Chambre des communes du Canada sous la bannière du Nouveau Parti démocratique de mai 2011 à octobre 2015.

## Biographie
Isabelle est née et a grandi dans la ville de Québec. Diplômée du Cégep François-Xavier Garneau en littérature, elle a effectué par la suite un baccalauréat en enseignement à l'Université de Sherbrooke où elle a obtenu son diplôme en 2010. Lors de son passage à l'université elle a été vice-présidente de l'exécutif de la Fédération étudiante de l'Université de Sherbrooke (FEUS), tout en siégeant sur le conseil d'administration de la Fédération étudiante universitaire du Québec (FEUQ). En 2007, elle a aussi participé à la mise en place de l'organisation Vélorution, qui promeut les droits des cyclistes, et ce dans la ville de Sherbrooke.
Avant son élection, Isabelle Morin enseignait le français et les arts dramatiques à l'école secondaire Cavelier-De LaSalle de l'arrondissement LaSalle de Montréal. Elle a aussi enseigné aux Centres d'éducation aux adultes Louis-Jolliet de Québec et Saint-Michel de Sherbrooke, de même qu'au centre de détention Talbot, situé à Sherbrooke.
Avant d'occuper sa fonction de députée, elle a eu l'occasion de visiter plus de 25 pays, dont un voyage humanitaire au Guatemala, où elle a été initiée au commerce équitable.

## Carrière politique
Isabelle Morin a défait la députée libérale sortante Marlene Jennings avec une majorité de plus de 4 000 voix lors de l'élection fédérale canadienne de 2011.
Elle a été membre du Comité permanent des transports, de l'infrastructure et des collectivités (TRAN) de la Chambre des Communes durant l'ensemble de son mandat. Elle a aussi été présidente du Caucus fédéral des jeunes néo-démocrates entre le 1er novembre 2011 et le 28 mai 2013.
De plus, elle a été porte-parole du NPD en matière des droits des animaux et de leur bien-être.
Isabelle Morin a eu comme priorité d’offrir aux Canadiens un système de transport public adapté aux réalités contemporaines. Elle a pris position en faveur de la sécurité des routes, des ponts et des transports aériens. En 2012, elle a enjoint au gouvernement Harper d'établir une stratégie nationale des Transports via le projet de loi C-305. Mme Morin a travaillé sur le financement fédéral pour le nouveau pont Champlain ainsi qu'en faveur d'investissements massifs pour les infrastructures de sa circonscription de Notre-Dame-de-Grâce—Lachine. Les enjeux environnementaux, que ce soit la qualité de l'air, de l'eau ou encore la pollution sonore, ont fait partie des problèmes auxquels elle a accordé une importance prépondérante.
Durant son mandat, Mme Morin s'est prononcée, entre autres, sur les problèmes suivantes :
- La réduction des services à domicile de Postes Canada[10];
- La traite des personnes et le trafic humain[11];
- Les compressions budgétaires du gouvernement conservateur de Stephen Harper, par exemple sur l'industrie aérospatiale[12];
- Les coupures dans le régime de l'assurance-emploi[13];
- Le retard juridique en ce qui a trait aux droits des animaux[14].

Aux élections fédérales de 2015, Isabelle Morin est candidate dans la nouvelle circonscription de Dorval—Lachine—LaSalle. Elle est défaite par Anju Dhillon, du Parti libéral du Canada.